# Герлах фон Изенбург-Браунсберг-Вид
Герлах фон Изенбург-Браунсберг-Вид (на немски: Gerlach von Isenburg-Braunsberg-Wied; * ок. 1369; † сл. 5 февруари 1413) е граф на Изенбург-Браунсберг и Вид, господар на Албах, Гренцхаузен, Хилгерт и Хундсдорф.
Той е син на граф Вилхелм фон Изенбург-Вид († 1383) и третата му съпруга Лиза фон Изенбург-Аренфелс († 1403), дъщеря на Герлах II фон Изенбург-Аренфелс († 1371) и втората му съпруга графиня Демут фон Нойенар († 1364). Внук е на Бруно IV фон Изенбург в Браунсберг († 1325) и Хайлвиг фон Катценелнбоген († 1346).

## Фамилия
Герлах се жени на 27 септември 1376 г. за Агнес фон Изенбург-Бюдинген († сл. 9 юли 1402/1404), дъщеря на Йохан I фон Изенбург-Бюдинген († 1395) и съпругата му София фон Вертхайм († 1389), дъщеря на граф Рудолф IV фон Вертхайм и Елизабет Райц фон Бройберг. Те имат децата:
- Вилхелм II (III), граф фон Вид († 1462), женен I. за Маргарета фон Моерс, II. на 10 април 1402 г. за Филипа фон Лоон-Хайнсберг († 1464). III. за неизвестна
- Йохан II фон Изенбург-Браунсберг († 1454), женен I. 1400 г. за Агнес фон Вестербург († 1415), II. сл. 1415 г. за Кунигунда фон Вестербург († 1428), III. пр. 2 февруари 1428 г. за Кунигунда фон Зафенберг († 1454)
- Лиза († 1455), омъжена за Герлах фон Брайденбах († 1461)
- Дитрих (fl 1419)